# Alte Synagoge (Pińczów)

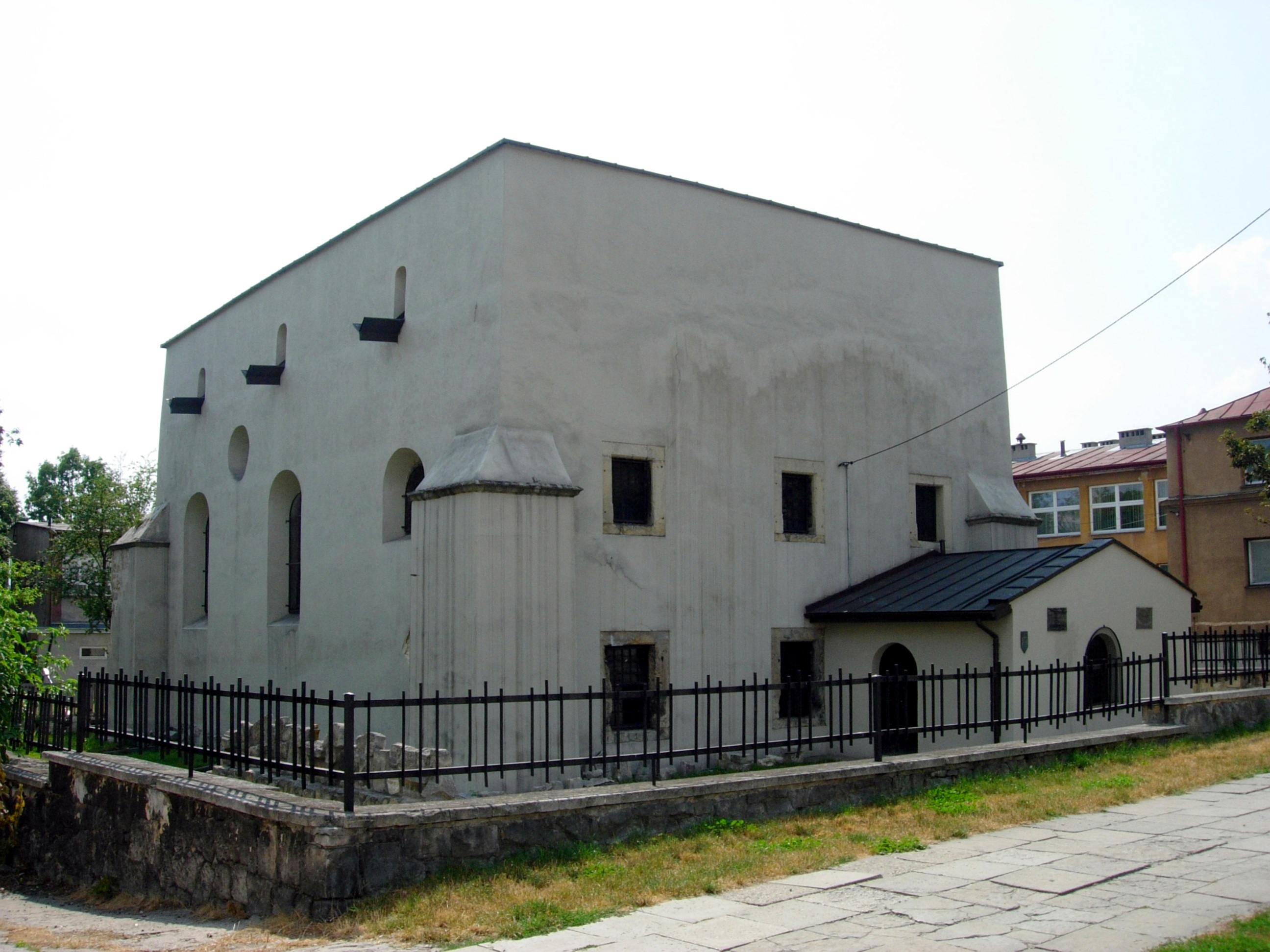
Synagoge in 2006

Die Alte Synagoge in Pińczów, einer polnischen Stadt in der Woiwodschaft Heiligkreuz, wurde um die Wende vom 16. zum 17. Jahrhundert erbaut. In den letzten Jahrzehnten wurde sie restauriert.

## Geschichte
Die Synagoge wurde in der Zeit von 1594 bis 1609 errichtet. Mindestens in den Jahren 1696 und 1770 wurden die farbigen Wandgemälde erneuert. Vermutlich in der zweiten Hälfte des 19. Jahrhunderts fanden Umbauten und Anbauten statt. 1930 wurde sie renoviert.
Im Zweiten Weltkrieg wurde das Innere verwüstet und das Gebäude als Garage genutzt. Nach dem Krieg diente es zunächst als Lagergebäude. Seit 1980 wurden mehrere Renovierungsarbeiten durchgeführt. Heute befinden sich darin Ausstellungen.

## Architektur
Die Synagoge besteht aus der Haupthalle (dem Gebetsraum der Männer) sowie entlang der Nordseite das Vestibül mit einem weiteren Raum. Über diesen befindet sich der Gebetsraum der Frauen. Diese Synagoge ist die älteste bekannte Synagoge in Polen, bei der Haupthalle und Nebenräume gleichzeitig unter einem gemeinsamen Dach geplant und gebaut wurden.
Das Grabendach ist hinter einer hohen, einfachen Attika verborgen.
Die Haupthalle ist mit 10,70 × 9,50 m nicht ganz quadratisch. Die Höhe bis zur Spitze des Gewölbes ist 9,50 m.
Die großen Rundbogenfenster sind weit oben angebracht; drei an der Südseite und je zwei im Osten und Westen mit einem Okulus dazwischen. Die Vorhalle und Frauenempore haben kleinere, rechteckige Fenster.
Der Toraschrein an der Ostwand hat die Form eines steinernen Renaissanceportals. Er wird von zwei Säulen eingerahmt. Darüber befindet sich ein Tympanon mit einer Krone.
Die Bima war ein achteckiges Podium, das von einer steinernen Balustrade und Arkadenbögen umgeben war.
Die farbigen Wand- und Deckengemälde stammen wahrscheinlich aus den Jahren 1696 und 1770.

## Die Neue Synagoge
Gegen Ende des 18. Jahrhunderts wurde in Pińczów die Neue Synagoge gebaut. Diese wurde im Zweiten Weltkrieg von den Deutschen zerstört.

## Bilder

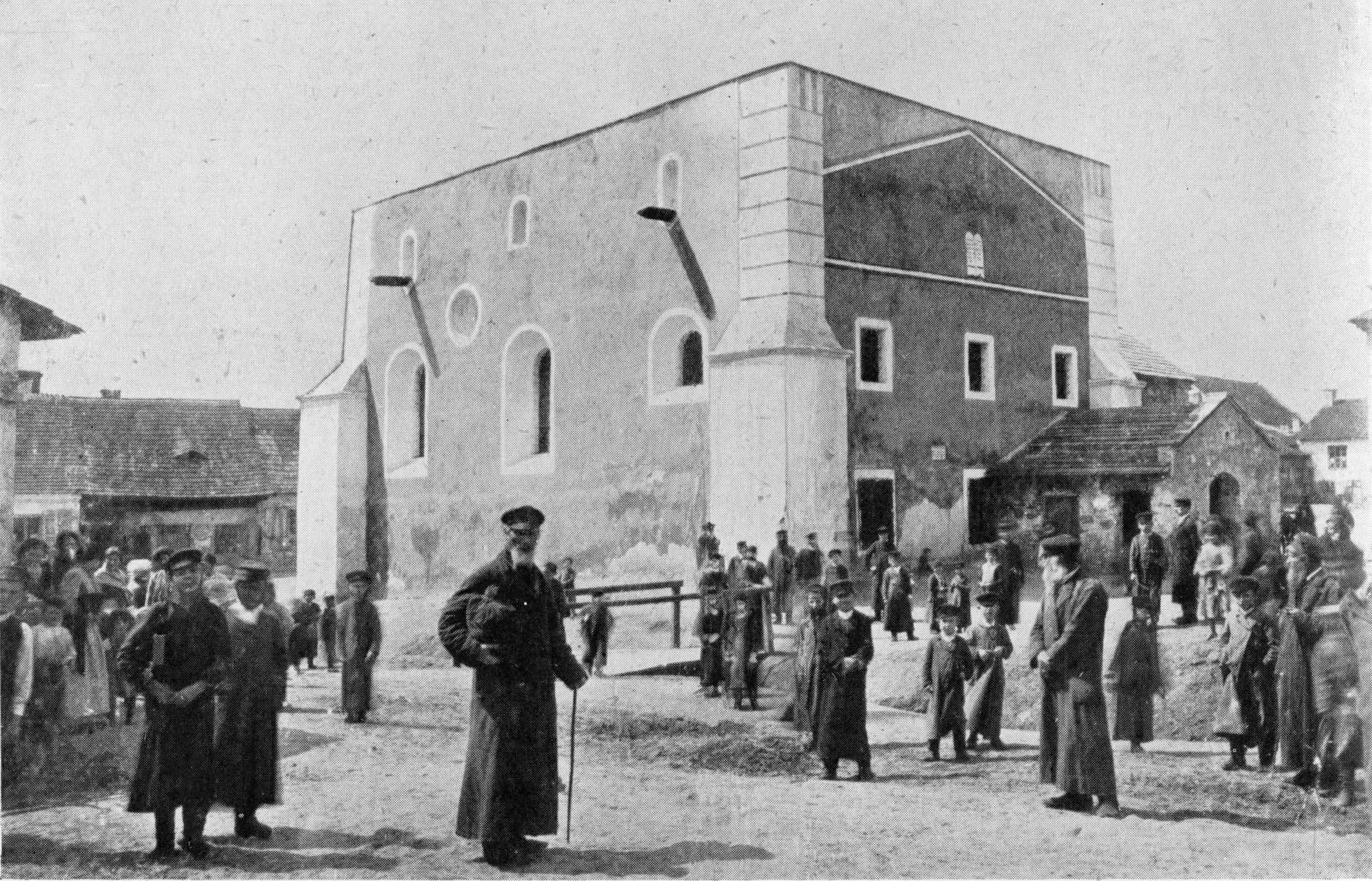
Synagoge circa 1910
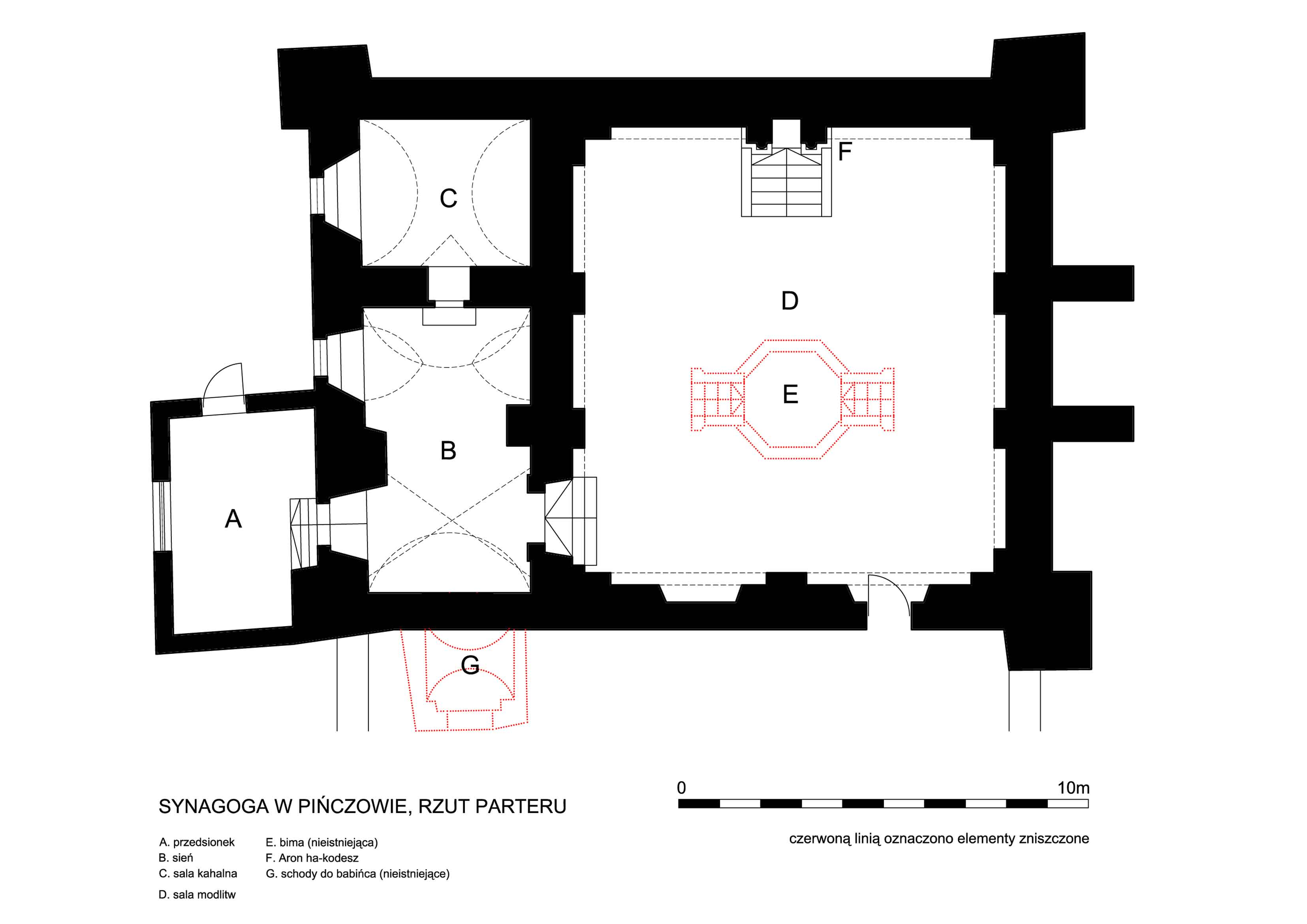
Plan des Gebäudes
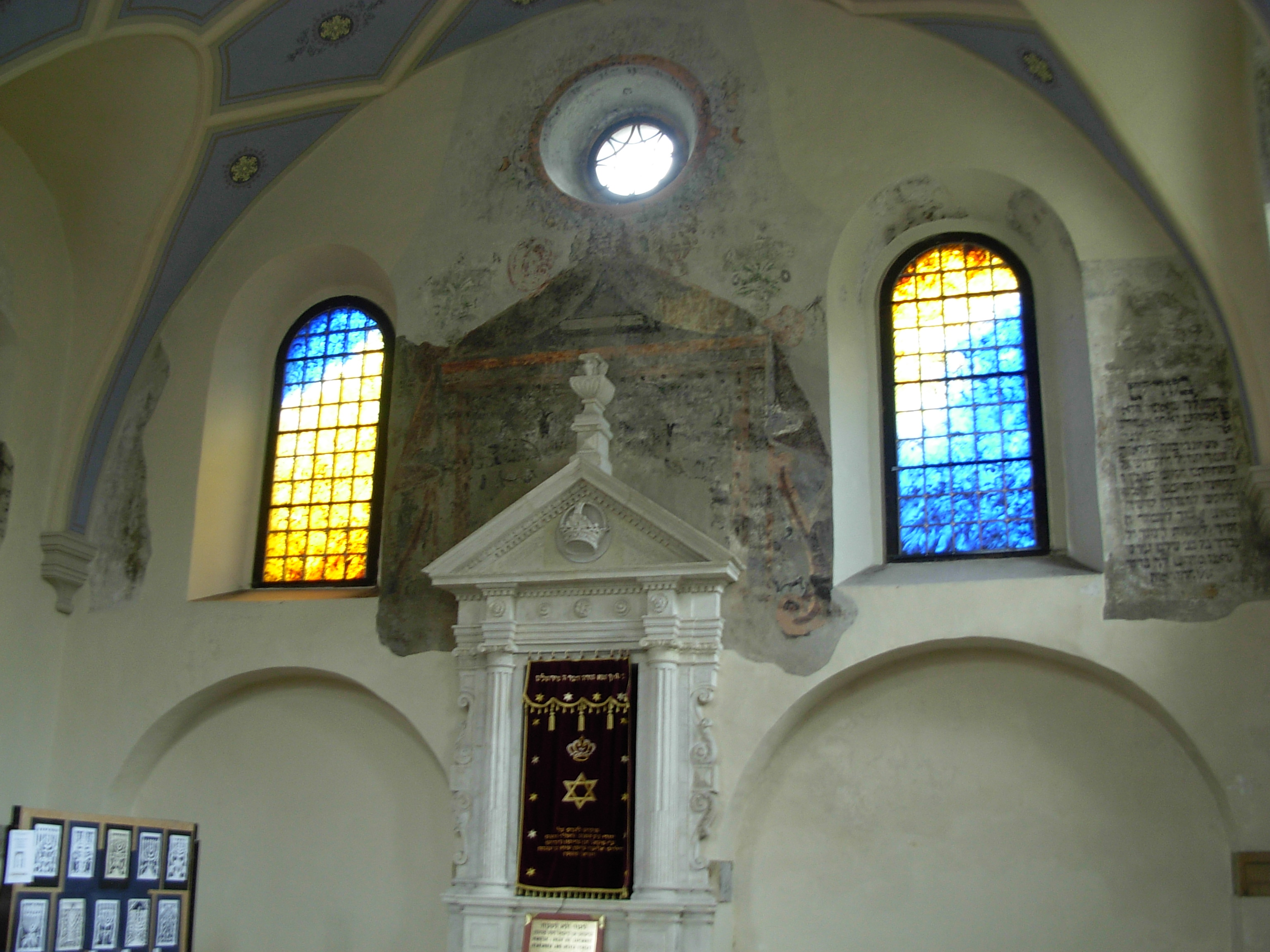
Toraschrein
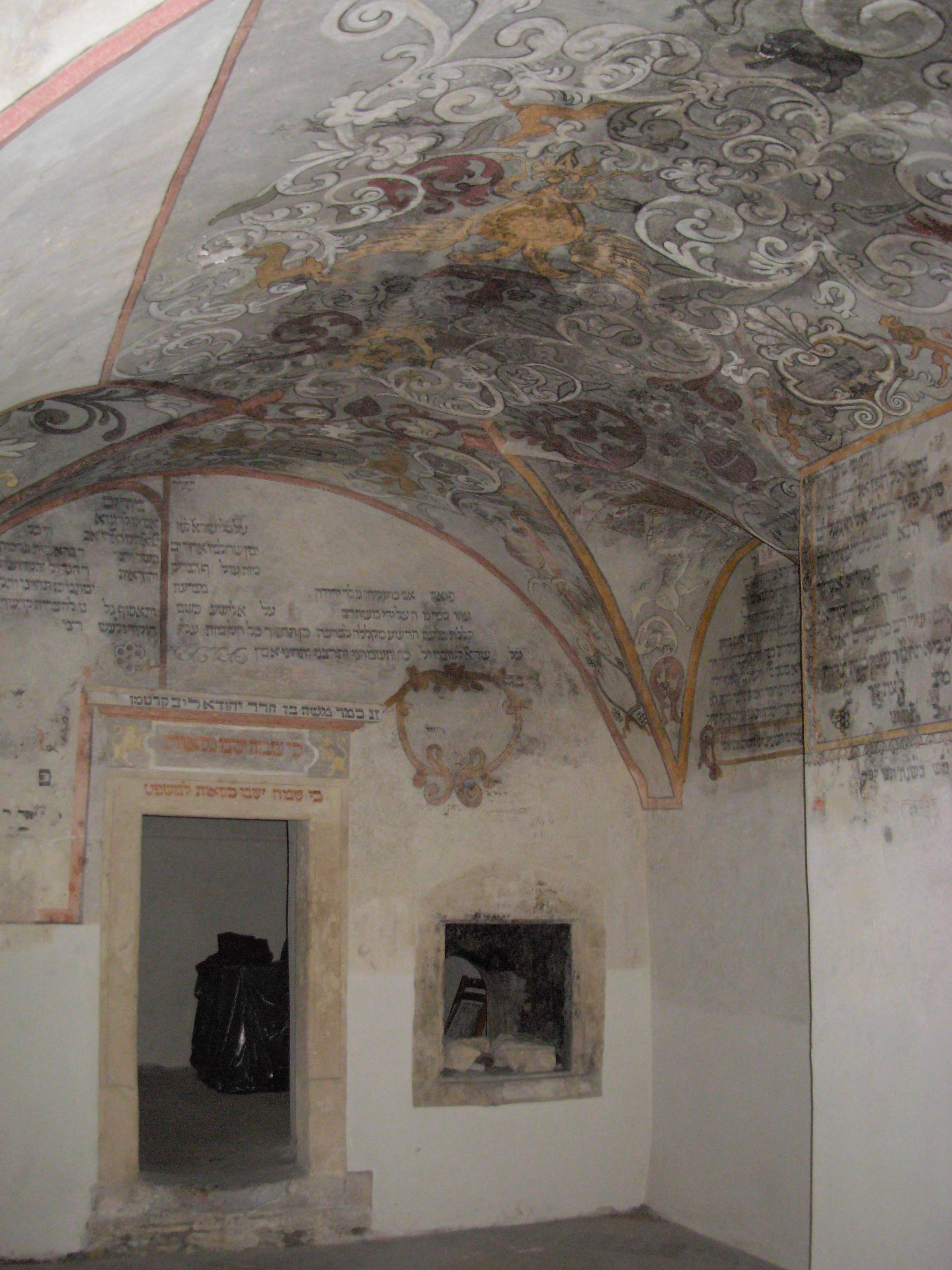
Gemälde
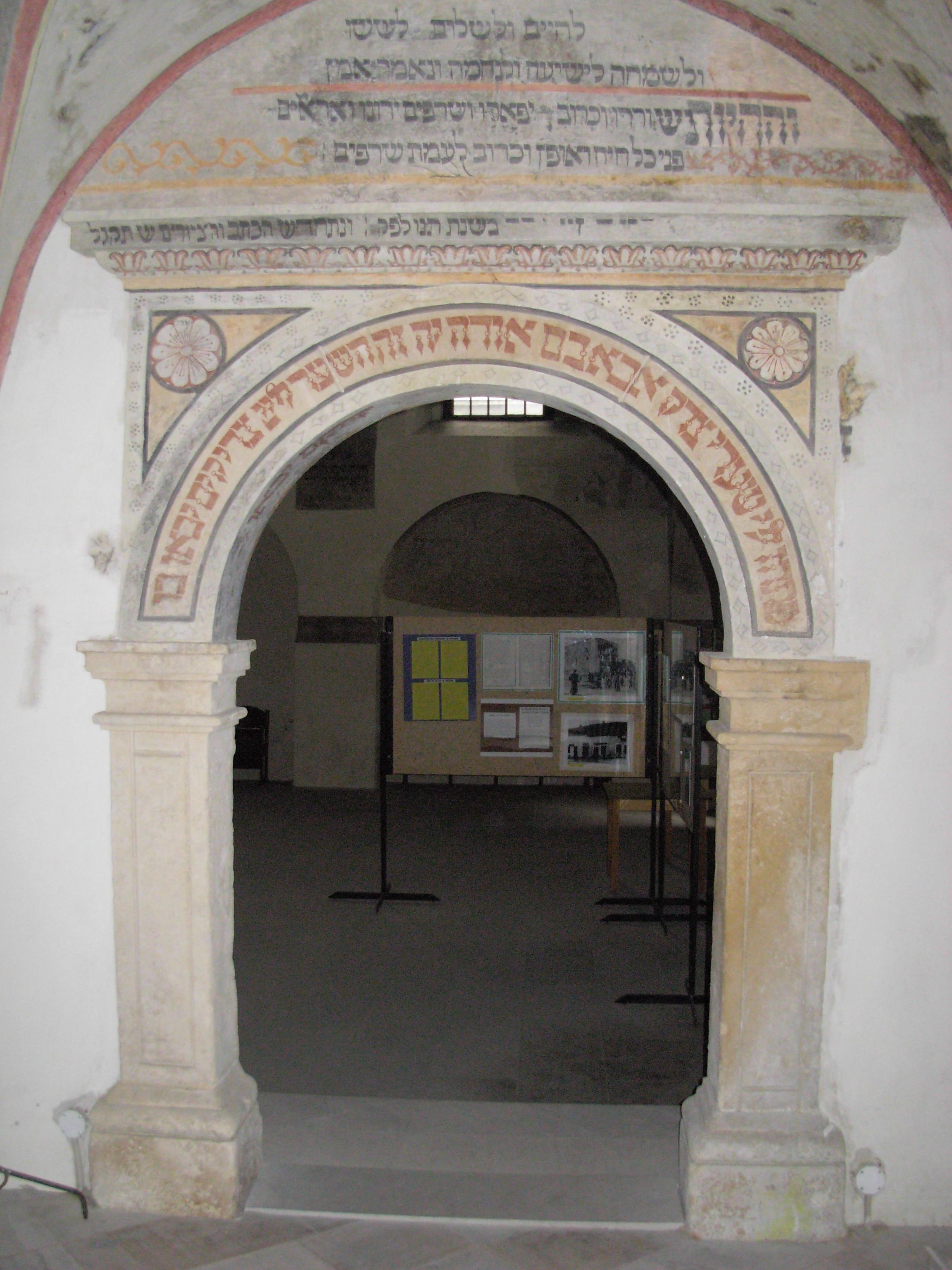
Eingang zur Haupthalle